# Don't Start Now (두아 리파의 노래)
〈Don't Start Now〉는 두아 리파의 두 번째 정규 앨범 《Future Nostalgia》의 리드 싱글이다. 빌보드 핫 100 2위와 UK 싱글 차트 2위를 하였다. 또한, 미국 음반 산업 협회(RIAA) 인증 플래티넘 등급과 영국 축음기 협회(BPI) 플래티넘 인증을 받은 곡이다. 제63회 그래미 어워드(2021년) 올해의 노래상 후보로 올랐다.